# Vòng đấu loại trực tiếp UEFA Europa Conference League 2022-23
Vòng đấu loại trực tiếp UEFA Europa Conference League 2022–23 bắt đầu vào ngày 16 tháng 2 với vòng play-off đấu loại trực tiếp và kết thúc vào ngày 7 tháng 6 năm 2023 với trận chung kết tại Sân vận động Fortuna ở Prague, Cộng hòa Séc để xác định đội vô địch của UEFA Europa Conference League 2022–23. Có tổng cộng 24 đội thi đấu ở vòng đấu loại trực tiếp.
Thời gian là CET/CEST, do UEFA liệt kê (giờ địa phương, nếu khác nhau thì nằm trong ngoặc đơn).

## Các đội lọt vào
Vòng đấu loại trực tiếp bao gồm 24 đội: 16 đội lọt vào với tư cách là đội nhất và nhì của mỗi bảng trong số tám bảng ở vòng bảng và tám đội đứng thứ ba từ vòng bảng Europa League.

### Các đội nhất và nhì vòng bảng Europa Conference League
| Bảng | Đội nhất (đi tiếp vào vòng 16 đội và được xếp vào nhóm hạt giống ở lễ bốc thăm) | Đội nhì (đi tiếp vào vòng play-off đấu loại trực tiếp và được xếp vào nhóm hạt giống ờ lễ bốc thăm) |
| ---- | ------------------------------------------------------------------------------- | --------------------------------------------------------------------------------------------------- |
| A    | İstanbul Başakşehir                                                             | Fiorentina                                                                                          |
| B    | West Ham United                                                                 | Anderlecht                                                                                          |
| C    | Villarreal                                                                      | Lech Poznań                                                                                         |
| D    | Nice                                                                            | Partizan                                                                                            |
| E    | AZ                                                                              | Dnipro-1                                                                                            |
| F    | Djurgårdens IF                                                                  | Gent                                                                                                |
| G    | Sivasspor                                                                       | CFR Cluj                                                                                            |
| H    | Slovan Bratislava                                                               | Basel                                                                                               |

### Các đội đứng thứ ba vòng bảng Europa League
| Bảng | Đội đứng thứ ba (đi tiếp vào vòng play-off đấu loại trực tiếp và được xếp vào nhóm không hạt giống ờ lễ bốc thăm) |
| ---- | --- |
| A    | Bodø/Glimt |
| B    | AEK Larnaca |
| C    | Ludogorets Razgrad                                                                                                |
| D    | Braga |
| E    | Sheriff Tiraspol                                                                                                  |
| F    | Lazio |
| G    | Qarabağ |
| H    | Trabzonspor |

## Thể thức
Mỗi cặp đấu ở vòng đấu loại trực tiếp, ngoại trừ trận chung kết, được diễn ra qua hai lượt trận với mỗi đội thi đấu một lượt tại sân nhà. Đội nào ghi được tổng số bàn thắng nhiều hơn qua hai lượt trận đi tiếp vào vòng tiếp theo. Nếu tổng tỉ số bằng nhau thì 30 phút của hiệp phụ được diễn ra (luật bàn thắng sân khách không được áp dụng). Nếu tỉ số vẫn bằng nhau tại thời điểm cuối hiệp phụ, đội thắng được quyết định bằng loạt sút luân lưu. Ở trận chung kết, nơi diễn ra một trận duy nhất, nếu tỉ số hòa sau thời gian thi đấu chính thức, hiệp phụ được diễn ra, sau đó là loạt sút luân lưu nếu tỉ số vẫn hòa.

Cơ chế của lễ bốc thăm cho mỗi vòng như sau:
- Ở lễ bốc thăm cho vòng play-off đấu loại trực tiếp, tám đội nhì bảng được xếp vào nhóm hạt giống và tám đội đứng thứ ba vòng bảng Europa League được xếp vào nhóm không hạt giống. Các đội hạt giống được bốc thăm để đấu với các đội không hạt giống với các đội hạt giống tổ chức trận lượt về. Các đội từ cùng hiệp hội không thể được bốc thăm để đấu với nhau.
- Ở lễ bốc thăm cho vòng 16 đội, tám đội nhất bảng được xếp vào nhóm hạt giống và tám đội thắng của vòng play-off đấu loại trực tiếp được xếp vào nhóm không hạt giống. Một lần nữa, các đội hạt giống được bốc thăm để đấu với các đội không hạt giống với các đội hạt giống tổ chức trận lượt về. Các đội từ cùng hiệp hội không thể được bốc thăm để đấu với nhau.
- Ở lễ bốc thăm cho vòng tứ kết và bán kết, không có đội hạt giống nào và các đội từ cùng hiệp hội có thể được bốc thăm để đấu với nhau. Do lễ bốc thăm cho vòng tứ kết và bán kết được tổ chức cùng nhau trước khi vòng tứ kết được diễn ra, danh tính của các đội thắng tứ kết không được biết tại thời điểm bốc thăm bán kết. Một lượt bốc thăm cũng được tổ chức để xác định đội thắng bán kết nào được chỉ định là đội "nhà" cho trận chung kết (vì mục đích hành chính do trận đấu được diễn ra tại một địa điểm trung lập).

## Lịch thi đấu
Lịch thi đấu như sau (tất cả các lễ bốc thăm được tổ chức tại trụ sở UEFA ở Nyon, Thụy Sĩ).
| Vòng                             | Ngày bốc thăm       | Lượt đi                                             | Lượt về                                             |
| -------------------------------- | ------------------- | --------------------------------------------------- | --------------------------------------------------- |
| Vòng play-off đấu loại trực tiếp | 7 tháng 11 năm 2022 | 16 tháng 2 năm 2023                                 | 23 tháng 2 năm 2023                                 |
| Vòng 16 đội                      | 24 tháng 2 năm 2023 | 9 tháng 3 năm 2023                                  | 16 tháng 3 năm 2023                                 |
| Tứ kết                           | 17 tháng 3 năm 2023 | 13 tháng 4 năm 2023                                 | 20 tháng 4 năm 2023                                 |
| Bán kết                          | 17 tháng 3 năm 2023 | 11 tháng 5 năm 2023                                 | 18 tháng 5 năm 2023                                 |
| Chung kết                        | 17 tháng 3 năm 2023 | 7 tháng 6 năm 2023 tại Sân vận động Fortuna, Prague | 7 tháng 6 năm 2023 tại Sân vận động Fortuna, Prague |

## Nhánh đấu
|  |                                  |                                  |                                  |                                  |                                  |  |  |                     |                     |                 |                 |             |   |                    |             |             |                     |                     |            |            |   |         |         |         |         |         |  |  |           |           |           |
|  | Vòng play-off đấu loại trực tiếp | Vòng play-off đấu loại trực tiếp | Vòng play-off đấu loại trực tiếp | Vòng play-off đấu loại trực tiếp | Vòng play-off đấu loại trực tiếp |  |  | Vòng 16 đội         | Vòng 16 đội         | Vòng 16 đội     | Vòng 16 đội     | Vòng 16 đội |   |                    | Tứ kết      | Tứ kết      | Tứ kết              | Tứ kết              | Tứ kết     |            |   | Bán kết | Bán kết | Bán kết | Bán kết | Bán kết |  |  | Chung kết | Chung kết | Chung kết |
|  | Vòng play-off đấu loại trực tiếp | Vòng play-off đấu loại trực tiếp | Vòng play-off đấu loại trực tiếp | Vòng play-off đấu loại trực tiếp | Vòng play-off đấu loại trực tiếp |  |  | Vòng 16 đội         | Vòng 16 đội         | Vòng 16 đội     | Vòng 16 đội     | Vòng 16 đội |   |                    | Tứ kết      | Tứ kết      | Tứ kết              | Tứ kết              | Tứ kết     |            |   | Bán kết | Bán kết | Bán kết | Bán kết | Bán kết |  |  | Chung kết | Chung kết | Chung kết |
|  |                                  |                                  |                                  |                                  |                                  |  |  |                     |                     |                 |                 |             |   |                    |             |             |                     |                     |            |            |   |         |         |         |         |         |  |  |           |           |           |
|  |                                  |                                  |                                  |                                  |                                  |  |  |                     |                     |                 |                 |             |   |                    |             |             |                     |                     |            |            |   |         |         |         |         |         |  |  |           |           |           |
|  |                                  |                                  |                                  |                                  |                                  |  |  | Lech Poznań         | Lech Poznań         | 2               | 3               | 5           |   |                    |             |             |                     |                     |            |            |   |         |         |         |         |         |  |  |           |           |           |
|  |                                  |                                  |                                  |                                  |                                  |  |  |                     |                     | 2               | 3               | 5           |   |                    |             |             |                     |                     |            |            |   |         |         |         |         |         |  |  |           |           |           |
|  | Bodø/Glimt                       | Bodø/Glimt                       | 0                                | 0                                | 0                                |  |  | Djurgårdens IF      | Djurgårdens IF      | 0               | 0               | 0           |   |                    |             |             |                     |                     |            |            |   |         |         |         |         |         |  |  |           |           |           |
|  | Bodø/Glimt                       | Bodø/Glimt                       | 0                                | 0                                | 0                                |  |  | Djurgårdens IF      | Djurgårdens IF      | 0               | 0               | 0           |   |                    | Lech Poznań | Lech Poznań | 1                   | 3                   | 4          |            |   |         |         |         |         |         |  |  |           |           |           |
|  | Lech Poznań                      | Lech Poznań                      | 0                                | 1                                | 1                                |  |  |                     |                     |                 |                 |             |   |                    | Lech Poznań | Lech Poznań | 1                   | 3                   | 4          |            |   |         |         |         |         |         |  |  |           |           |           |
|  | Lech Poznań                      | Lech Poznań                      | 0                                | 1                                | 1                                |  |  |                     |                     | Fiorentina      | Fiorentina      | 4           | 2 | 6                  |             |             |                     |                     |            |            |   |         |         |         |         |         |  |  |           |           |           |
|  |                                  |                                  |                                  |                                  |                                  |  |  | Fiorentina          | Fiorentina          | Fiorentina      | Fiorentina      | 4           | 2 | 6                  | 1           | 4           | 5                   |                     |            |            |   |         |         |         |         |         |  |  |           |           |           |
|  |                                  |                                  |                                  |                                  |                                  |  |  |                     |                     |                 |                 |             |   |                    |             |             | 5                   |                     |            |            |   |         |         |         |         |         |  |  |           |           |           |
|  | Braga                            | Braga                            | 0                                | 2                                | 2                                |  |  | Sivasspor           | Sivasspor           | 0               | 1               | 1           |   |                    |             |             |                     |                     |            |            |   |         |         |         |         |         |  |  |           |           |           |
|  | Braga                            | Braga                            | 0                                | 2                                | 2                                |  |  | Sivasspor           | Sivasspor           | 0               | 1               | 1           |   |                    |             |             | Fiorentina (s.h.p.) | Fiorentina (s.h.p.) | 1          | 3          | 4 |         |         |         |         |         |  |  |           |           |           |
|  | Fiorentina                       | Fiorentina                       | 4                                | 3                                | 7                                |  |  |                     |                     |                 |                 |             |   |                    |             |             |                     |                     |            | 3          | 4 |         |         |         |         |         |  |  |           |           |           |
|  | Fiorentina                       | Fiorentina                       | 4                                | 3                                | 7                                |  |  |                     |                     | Basel           | Basel           | 2           | 1 | 3                  |             |             |                     |                     |            |            |   |         |         |         |         |         |  |  |           |           |           |
|  |                                  |                                  |                                  |                                  |                                  |  |  | Basel (p)           | Basel (p)           | Basel           | Basel           | 2           | 1 | 3                  | 2           | 2           | 4 (4)               |                     |            |            |   |         |         |         |         |         |  |  |           |           |           |
|  |                                  |                                  |                                  |                                  |                                  |  |  |                     |                     |                 |                 |             |   |                    |             |             | 4 (4)               |                     |            |            |   |         |         |         |         |         |  |  |           |           |           |
|  | Trabzonspor                      | Trabzonspor                      | 1                                | 0                                | 1                                |  |  | Slovan Bratislava   | Slovan Bratislava   | 2               | 2               | 4 (1)       |   |                    |             |             |                     |                     |            |            |   |         |         |         |         |         |  |  |           |           |           |
|  | Trabzonspor                      | Trabzonspor                      | 1                                | 0                                | 1                                |  |  | Slovan Bratislava   | Slovan Bratislava   | 2               | 2               | 4 (1)       |   |                    | Basel       | Basel       | 2                   | 2                   | 4          |            |   |         |         |         |         |         |  |  |           |           |           |
|  | Basel                            | Basel                            | 0                                | 2                                | 2                                |  |  |                     |                     |                 |                 |             |   |                    | Basel       | Basel       | 2                   | 2                   | 4          |            |   |         |         |         |         |         |  |  |           |           |           |
|  | Basel                            | Basel                            | 0                                | 2                                | 2                                |  |  |                     |                     | Nice            | Nice            | 2           | 1 | 3                  |             |             |                     |                     |            |            |   |         |         |         |         |         |  |  |           |           |           |
|  |                                  |                                  |                                  |                                  |                                  |  |  | Sheriff Tiraspol    | Sheriff Tiraspol    | Nice            | Nice            | 2           | 1 | 3                  | 0           | 1           | 1                   |                     |            |            |   |         |         |         |         |         |  |  |           |           |           |
|  |                                  |                                  |                                  |                                  |                                  |  |  | Sheriff Tiraspol    | Sheriff Tiraspol    |                 |                 |             |   | 7 tháng 6 – Prague | 0           | 1           | 1                   |                     |            |            |   |         |         |         |         |         |  |  |           |           |           |
|  | Sheriff Tiraspol                 | Sheriff Tiraspol                 | 0                                | 3                                | 3                                |  |  | Nice                | Nice                | 1               | 3               | 4           |   |                    |             |             |                     |                     |            |            |   |         |         |         |         |         |  |  |           |           |           |
|  | Sheriff Tiraspol                 | Sheriff Tiraspol                 | 0                                | 3                                | 3                                |  |  | Nice                | Nice                | 1               | 3               | 4           |   |                    |             |             |                     |                     | Fiorentina | Fiorentina | 1 |         |         |         |         |         |  |  |           |           |           |
|  | Partizan                         | Partizan                         | 1                                | 1                                | 2                                |  |  |                     |                     |                 |                 |             |   |                    |             |             |                     |                     |            |            |   |         |         |         |         |         |  |  |           |           |           |
|  | Partizan                         | Partizan                         | 1                                | 1                                | 2                                |  |  |                     |                     | West Ham United | West Ham United | 2           |   |                    |             |             |                     |                     |            |            |   |         |         |         |         |         |  |  |           |           |           |
|  |                                  |                                  |                                  |                                  |                                  |  |  | Gent                | Gent                | West Ham United | West Ham United | 2           | 1 | 4                  | 5           |             |                     |                     |            |            |   |         |         |         |         |         |  |  |           |           |           |
|  |                                  |                                  |                                  |                                  |                                  |  |  |                     |                     |                 |                 |             | 1 | 4                  | 5           |             |                     |                     |            |            |   |         |         |         |         |         |  |  |           |           |           |
|  | Qarabağ                          | Qarabağ                          | 1                                | 0                                | 1 (3)                            |  |  | İstanbul Başakşehir | İstanbul Başakşehir | 1               | 1               | 2           |   |                    |             |             |                     |                     |            |            |   |         |         |         |         |         |  |  |           |           |           |
|  | Qarabağ                          | Qarabağ                          | 1                                | 0                                | 1 (3)                            |  |  | İstanbul Başakşehir | İstanbul Başakşehir | 1               | 1               | 2           |   |                    | Gent        | Gent        | 1                   | 1                   | 2          |            |   |         |         |         |         |         |  |  |           |           |           |
|  | Gent (p)                         | Gent (p)                         | 0                                | 1                                | 1 (5)                            |  |  |                     |                     |                 |                 |             |   |                    | Gent        | Gent        | 1                   | 1                   | 2          |            |   |         |         |         |         |         |  |  |           |           |           |
|  | Gent (p)                         | Gent (p)                         | 0                                | 1                                | 1 (5)                            |  |  |                     |                     | West Ham United | West Ham United | 1           | 4 | 5                  |             |             |                     |                     |            |            |   |         |         |         |         |         |  |  |           |           |           |
|  |                                  |                                  |                                  |                                  |                                  |  |  | AEK Larnaca         | AEK Larnaca         | West Ham United | West Ham United | 1           | 4 | 5                  | 0           | 0           | 0                   |                     |            |            |   |         |         |         |         |         |  |  |           |           |           |
|  |                                  |                                  |                                  |                                  |                                  |  |  |                     |                     |                 |                 |             |   |                    |             |             | 0                   |                     |            |            |   |         |         |         |         |         |  |  |           |           |           |
|  | AEK Larnaca                      | AEK Larnaca                      | 1                                | 0                                | 1                                |  |  | West Ham United     | West Ham United     | 2               | 4               | 6           |   |                    |             |             |                     |                     |            |            |   |         |         |         |         |         |  |  |           |           |           |
|  | AEK Larnaca                      | AEK Larnaca                      | 1                                | 0                                | 1                                |  |  | West Ham United     | West Ham United     | 2               | 4               | 6           |   |                    |             |             | West Ham United     | West Ham United     | 2          | 1          | 3 |         |         |         |         |         |  |  |           |           |           |
|  | Dnipro-1                         | Dnipro-1                         | 0                                | 0                                | 0                                |  |  |                     |                     |                 |                 |             |   |                    |             |             |                     |                     |            | 1          | 3 |         |         |         |         |         |  |  |           |           |           |
|  | Dnipro-1                         | Dnipro-1                         | 0                                | 0                                | 0                                |  |  |                     |                     | AZ              | AZ              | 1           | 0 | 1                  |             |             |                     |                     |            |            |   |         |         |         |         |         |  |  |           |           |           |
|  |                                  |                                  |                                  |                                  |                                  |  |  | Anderlecht          | Anderlecht          | AZ              | AZ              | 1           | 0 | 1                  | 1           | 1           | 2                   |                     |            |            |   |         |         |         |         |         |  |  |           |           |           |
|  |                                  |                                  |                                  |                                  |                                  |  |  |                     |                     |                 |                 |             |   |                    |             |             | 2                   |                     |            |            |   |         |         |         |         |         |  |  |           |           |           |
|  | Ludogorets Razgrad               | Ludogorets Razgrad               | 1                                | 1                                | 2 (0)                            |  |  | Villarreal          | Villarreal          | 1               | 0               | 1           |   |                    |             |             |                     |                     |            |            |   |         |         |         |         |         |  |  |           |           |           |
|  | Ludogorets Razgrad               | Ludogorets Razgrad               | 1                                | 1                                | 2 (0)                            |  |  | Villarreal          | Villarreal          | 1               | 0               | 1           |   |                    | Anderlecht  | Anderlecht  | 2                   | 0                   | 2 (1)      |            |   |         |         |         |         |         |  |  |           |           |           |
|  | Anderlecht (p)                   | Anderlecht (p)                   | 0                                | 2                                | 2 (3)                            |  |  |                     |                     |                 |                 |             |   |                    | Anderlecht  | Anderlecht  | 2                   | 0                   | 2 (1)      |            |   |         |         |         |         |         |  |  |           |           |           |
|  | Anderlecht (p)                   | Anderlecht (p)                   | 0                                | 2                                | 2 (3)                            |  |  |                     |                     | AZ (p)          | AZ (p)          | 0           | 2 | 2 (4)              |             |             |                     |                     |            |            |   |         |         |         |         |         |  |  |           |           |           |
|  |                                  |                                  |                                  |                                  |                                  |  |  | Lazio               | Lazio               | AZ (p)          | AZ (p)          | 0           | 2 | 2 (4)              | 1           | 1           | 2                   |                     |            |            |   |         |         |         |         |         |  |  |           |           |           |
|  |                                  |                                  |                                  |                                  |                                  |  |  |                     |                     |                 |                 |             |   |                    | 1           | 1           | 2                   |                     |            |            |   |         |         |         |         |         |  |  |           |           |           |
|  | Lazio                            | Lazio                            | 1                                | 0                                | 1                                |  |  | AZ                  | AZ                  | 2               | 2               | 4           |   |                    |             |             |                     |                     |            |            |   |         |         |         |         |         |  |  |           |           |           |
|  | Lazio                            | Lazio                            | 1                                | 0                                | 1                                |  |  | AZ                  | AZ                  | 2               | 2               | 4           |   |                    |             |             |                     |                     |            |            |   |         |         |         |         |         |  |  |           |           |           |
|  | CFR Cluj                         | CFR Cluj                         | 0                                | 0                                | 0                                |  |  |                     |                     |                 |                 |             |   |                    |             |             |                     |                     |            |            |   |         |         |         |         |         |  |  |           |           |           |
|  | CFR Cluj                         | CFR Cluj                         | 0                                | 0                                | 0                                |  |  |                     |                     |                 |                 |             |   |                    |             |             |                     |                     |            |            |   |         |         |         |         |         |  |  |           |           |           |

## Vòng play-off đấu loại trực tiếp
Lễ bốc thăm cho vòng play-off đấu loại trực tiếp được tổ chức vào ngày 7 tháng 11 năm 2022, lúc 14:00 CET.

### Tóm tắt
Các trận lượt đi được diễn ra vào ngày 16 tháng 2, các trận lượt về được diễn ra vào ngày 23 tháng 2 năm 2023.
| Đội 1              | TTS         | Đội 2       | Lượt đi | Lượt về      |
| ------------------ | ----------- | ----------- | ------- | ------------ |
| Qarabağ            | 1–1 (3–5 p) | Gent        | 1–0     | 0–1 (s.h.p.) |
| Trabzonspor        | 1–2         | Basel       | 1–0     | 0–2          |
| Lazio              | 1–0         | CFR Cluj    | 1–0     | 0–0          |
| Bodø/Glimt         | 0–1         | Lech Poznań | 0–0     | 0–1          |
| Braga              | 2–7         | Fiorentina  | 0–4     | 2–3          |
| AEK Larnaca        | 1–0         | Dnipro-1    | 1–0     | 0–0          |
| Sheriff Tiraspol   | 3–2         | Partizan    | 0–1     | 3–1          |
| Ludogorets Razgrad | 2–2 (0–3 p) | Anderlecht  | 1–0     | 1–2 (s.h.p.) |

### Các trận đấu
| Qarabağ       | 1–0      | Gent |
| ------------- | -------- | ---- |
| - Andrade 78' | Chi tiết |      |

| Gent                                             | 1–0 (s.h.p.) | Qarabağ                                  |
| ------------------------------------------------ | ------------ | ---------------------------------------- |
| - Orban 74'                                      | Chi tiết     |                                          |
| Loạt sút luân lưu                                |              |                                          |
| - De Sart - Cuypers - Orban - Marreh - Van Daele | 5–3          | - Richard - Diakhaby - Bayramov - Benzia |

Tổng tỷ số 1–1. Gent thắng 5–3 trên chấm luân lưu.
| Trabzonspor          | 1–0      | Basel |
| -------------------- | -------- | ----- |
| - Stryger Larsen 65' | Chi tiết |       |

| Basel                      | 2–0      | Trabzonspor |
| -------------------------- | -------- | ----------- |
| - Amdouni 13' - Zeqiri 76' | Chi tiết |             |

Basel thắng với tổng tỷ số 2–1.
| Lazio            | 1–0      | CFR Cluj |
| ---------------- | -------- | -------- |
| - Immobile 45+4' | Chi tiết |          |

| CFR Cluj | 0–0      | Lazio |
| -------- | -------- | ----- |
|          | Chi tiết |       |

Lazio thắng với tổng tỷ số 1–0.
| Bodø/Glimt | 0–0      | Lech Poznań |
| ---------- | -------- | ----------- |
|            | Chi tiết |             |

| Lech Poznań | 1–0      | Bodø/Glimt |
| ----------- | -------- | ---------- |
| - Ishak 63' | Chi tiết |            |

Lech Poznań thắng với tổng tỷ số 1–0.
| Braga | 0–4      | Fiorentina                           |
| ----- | -------- | ------------------------------------ |
|       | Chi tiết | - Jović 45+1', 60' - Cabral 79', 90' |

| Fiorentina                                   | 3–2      | Braga                    |
| -------------------------------------------- | -------- | ------------------------ |
| - Mandragora 37' - Saponara 58' - Cabral 83' | Chi tiết | - Castro 16' - Djaló 34' |

Fiorentina thắng với tổng tỷ số 7–2.
| AEK Larnaca  | 1–0      | Dnipro-1 |
| ------------ | -------- | -------- |
| - García 84' | Chi tiết |          |

| Dnipro-1 | 0–0      | AEK Larnaca |
| -------- | -------- | ----------- |
|          | Chi tiết |             |

AEK Larnaca thắng với tổng tỷ số 1–0.
| Sheriff Tiraspol | 0–1      | Partizan    |
| ---------------- | -------- | ----------- |
|                  | Chi tiết | - Gomes 45' |

| Partizan    | 1–3      | Sheriff Tiraspol                       |
| ----------- | -------- | -------------------------------------- |
| - Menig 13' | Chi tiết | - Badolo 22' (ph.đ.) - Diop 45+1', 47' |

Sheriff Tiraspol thắng với tổng tỷ số 3–2.
| Ludogorets Razgrad | 1–0      | Anderlecht |
| ------------------ | -------- | ---------- |
| - Thiago 9'        | Chi tiết |            |

| Anderlecht                            | 2–1 (s.h.p.) | Ludogorets Razgrad        |
| ------------------------------------- | ------------ | ------------------------- |
| - Russo 13' (l.n.) - Verschaeren 68'  | Chi tiết     | - Thiago 71'              |
| Loạt sút luân lưu                     |              |                           |
| - Refaelov - Vertonghen - Verschaeren | 3–0          | - Pipa - Yankov - Naressi |

Tổng tỷ số 2–2. Anderlecht thắng 3–0 trên chấm luân lưu.

## Vòng 16 đội
Lễ bốc thăm cho vòng 16 đội được tổ chức vào ngày 24 tháng 2 năm 2023, lúc 13:00 CET.

### Tóm tắt
Các trận lượt đi được diễn ra vào ngày 9 tháng 3, các trận lượt về được diễn ra vào ngày 16 tháng 3 năm 2023.
| Đội 1            | TTS         | Đội 2               | Lượt đi | Lượt về      |
| ---------------- | ----------- | ------------------- | ------- | ------------ |
| AEK Larnaca      | 0–6         | West Ham United     | 0–2     | 0–4          |
| Fiorentina       | 5–1         | Sivasspor           | 1–0     | 4–1          |
| Lazio            | 2–4         | AZ                  | 1–2     | 1–2          |
| Lech Poznań      | 5–0         | Djurgårdens IF      | 2–0     | 3–0          |
| Basel            | 4–4 (4–1 p) | Slovan Bratislava   | 2–2     | 2–2 (s.h.p.) |
| Sheriff Tiraspol | 1–4         | Nice                | 0–1     | 1–3          |
| Anderlecht       | 2–1         | Villarreal          | 1–1     | 1–0          |
| Gent             | 5–2         | İstanbul Başakşehir | 1–1     | 4–1          |

### Các trận đấu
| AEK Larnaca | 0–2      | West Ham United      |
| ----------- | -------- | -------------------- |
|             | Chi tiết | - Antonio 36', 45+2' |

| West Ham United                              | 4–0      | AEK Larnaca |
| -------------------------------------------- | -------- | ----------- |
| - Scamacca 21' - Bowen 47', 49' - Mubama 65' | Chi tiết |             |

West Ham United thắng với tổng tỷ số 6–0.
| Fiorentina  | 1–0      | Sivasspor |
| ----------- | -------- | --------- |
| - Barák 69' | Chi tiết |           |

| Sivasspor       | 1–4      | Fiorentina                                                          |
| --------------- | -------- | ------------------------------------------------------------------- |
| - Yeşilyurt 35' | Chi tiết | - Cabral 44' - Milenković 62' - Goutas 78' (l.n.) - Castrovilli 89' |

Fiorentina thắng với tổng tỷ số 5–1.
| Lazio       | 1–2      | AZ                          |
| ----------- | -------- | --------------------------- |
| - Pedro 18' | Chi tiết | - Pavlidis 45' - Kerkez 62' |

| AZ                            | 2–1      | Lazio                 |
| ----------------------------- | -------- | --------------------- |
| - Karlsson 28' - Pavlidis 62' | Chi tiết | - Felipe Anderson 21' |

AZ thắng với tổng tỷ số 4–2.
| Lech Poznań                   | 2–0      | Djurgårdens IF |
| ----------------------------- | -------- | -------------- |
| - Milić 39' - Marchwiński 82' | Chi tiết |                |

| Djurgårdens IF | 0–3      | Lech Poznań                                          |
| -------------- | -------- | ---------------------------------------------------- |
|                | Chi tiết | - Marchwiński 77' - Kvekveskiri 90+1' - Skóraś 90+2' |

Lech Poznań thắng với tổng tỷ số 5–0.
| Basel                     | 2–2      | Slovan Bratislava              |
| ------------------------- | -------- | ------------------------------ |
| - Amdouni 6' - Zeqiri 40' | Chi tiết | - Medveděv 17' - Abubakari 70' |

| Slovan Bratislava            | 2–2 (s.h.p.) | Basel                                 |
| ---------------------------- | ------------ | ------------------------------------- |
| - Abubakari 11' - Kucka 17'  | Chi tiết     | - Calafiori 53' - Amdouni 90+3'       |
| Loạt sút luân lưu            |              |                                       |
| - Kucka - Barseghyan - Lovat | 1–4          | - Diouf - Amdouni - Calafiori - Males |

Tổng tỷ số 4–4. Basel thắng 4–1 trên chấm luân lưu.
| Sheriff Tiraspol | 0–1      | Nice            |
| ---------------- | -------- | --------------- |
|                  | Chi tiết | - Amraoui 45+3' |

| Nice                                    | 3–1      | Sheriff Tiraspol |
| --------------------------------------- | -------- | ---------------- |
| - Laborde 30' - Moffi 53' - Brahimi 79' | Chi tiết | - Tapsoba 54'    |

Nice thắng với tổng tỷ số 4–1.
| Anderlecht   | 1–1      | Villarreal      |
| ------------ | -------- | --------------- |
| - Dreyer 57' | Chi tiết | - Trigueros 28' |

| Villarreal | 0–1      | Anderlecht    |
| ---------- | -------- | ------------- |
|            | Chi tiết | - Slimani 73' |

Anderlecht thắng với tổng tỷ số 2–1.
| Gent        | 1–1      | İstanbul Başakşehir |
| ----------- | -------- | ------------------- |
| - Orban 35' | Chi tiết | - Okaka 16'         |

| İstanbul Başakşehir | 1–4      | Gent                                |
| ------------------- | -------- | ----------------------------------- |
| - Januzaj 88'       | Chi tiết | - Orban 31', 32', 34' - Cuypers 37' |

Gent thắng với tổng tỷ số 5–2.

## Tứ kết
Lễ bốc thăm cho vòng tứ kết được tổ chức vào ngày 17 tháng 3 năm 2023, lúc 14:00 CET.

### Tóm tắt
Các trận lượt đi được diễn ra vào ngày 13 tháng 4, các trận lượt về được diễn ra vào ngày 20 tháng 4 năm 2023.
| Đội 1       | TTS         | Đội 2           | Lượt đi | Lượt về      |
| ----------- | ----------- | --------------- | ------- | ------------ |
| Lech Poznań | 4–6         | Fiorentina      | 1–4     | 3–2          |
| Gent        | 2–5         | West Ham United | 1–1     | 1–4          |
| Anderlecht  | 2–2 (1–4 p) | AZ              | 2–0     | 0–2 (s.h.p.) |
| Basel       | 4–3         | Nice            | 2–2     | 2–1 (s.h.p.) |

Ghi chú
1. ↑  Thứ tự lượt đấu đảo ngược sau lần bốc thăm ban đầu.

### Các trận đấu
| Lech Poznań | 1–4      | Fiorentina                                               |
| ----------- | -------- | -------------------------------------------------------- |
| - Velde 20' | Chi tiết | - Cabral 4' - González 41' - Bonaventura 58' - Ikoné 63' |

| Fiorentina                       | 2–3      | Lech Poznań                                  |
| -------------------------------- | -------- | -------------------------------------------- |
| - Sottil 78' - Castrovilli 90+2' | Chi tiết | - Sousa 9' - Velde 65' (ph.đ.) - Sobiech 69' |

Fiorentina thắng với tổng tỷ số 6–4.
| Gent          | 1–1      | West Ham United |
| ------------- | -------- | --------------- |
| - Cuypers 57' | Chi tiết | - Ings 45+3'    |

| West Ham United                                     | 4–1      | Gent          |
| --------------------------------------------------- | -------- | ------------- |
| - Antonio 37', 63' - Paquetá 56' (ph.đ.) - Rice 58' | Chi tiết | - Cuypers 26' |

West Ham United thắng với tổng tỷ số 5–2.
| Anderlecht                   | 2–0      | AZ |
| ---------------------------- | -------- | -- |
| - Murillo 22' - Ashimeru 70' | Chi tiết |    |

| AZ                                         | 2–0 (s.h.p.) | Anderlecht                     |
| ------------------------------------------ | ------------ | ------------------------------ |
| - Pavlidis 5' (ph.đ.), 13'                 | Chi tiết     |                                |
| Loạt sút luân lưu                          |              |                                |
| - Clasie - Sugawara - Reijnders - Meerdink | 4–1          | - Vertonghen - Kana - Sardella |

Tổng tỷ số 2–2. AZ thắng 4–1 trên chấm luân lưu.
| Basel                      | 2–2      | Nice               |
| -------------------------- | -------- | ------------------ |
| - Amdouni 26' (ph.đ.), 71' | Chi tiết | - Moffi 38', 45+1' |

| Nice         | 1–2 (s.h.p.) | Basel                     |
| ------------ | ------------ | ------------------------- |
| - Laborde 9' | Chi tiết     | - Augustin 86' - Nuhu 98' |

Basel thắng với tổng tỷ số 4–3.

## Bán kết
Lễ bốc thăm cho vòng bán kết được tổ chức vào ngày 17 tháng 3 năm 2023, lúc 14:00 CET, sau khi bốc thăm tứ kết.

### Tóm tắt
Các trận lượt đi được diễn ra vào ngày 11 tháng 5, các trận lượt về được diễn ra vào ngày 18 tháng 5 năm 2023.
| Đội 1           | TTS | Đội 2 | Lượt đi | Lượt về      |
| --------------- | --- | ----- | ------- | ------------ |
| Fiorentina      | 4–3 | Basel | 1–2     | 2–1 (s.h.p.) |
| West Ham United | 3–1 | AZ    | 2–1     | 1–0          |

### Các trận đấu
| Fiorentina   | 1–2      | Basel                       |
| ------------ | -------- | --------------------------- |
| - Cabral 25' | Chi tiết | - Diouf 71' - Amdouni 90+3' |

| Basel       | 1–3 (s.h.p.) | Fiorentina                          |
| ----------- | ------------ | ----------------------------------- |
| Amdouni 55' | Chi tiết     | - González 35', 72' - Barák 120+10' |

| West Ham United                      | 2–1      | AZ              |
| ------------------------------------ | -------- | --------------- |
| - Benrahma 67' (ph.đ.) - Antonio 76' | Chi tiết | - Reijnders 41' |

| AZ | 0–1      | West Ham United |
| -- | -------- | --------------- |
|    | Chi tiết | Fornals 90+4'   |

## Chung kết
Trận chung kết được diễn ra vào ngày 7 tháng 6 năm 2023 tại Sân vận động Fortuna ở Prague. Một lượt bốc thăm được tổ chức vào ngày 17 tháng 3 năm 2023, sau khi bốc thăm tứ kết và bán kết để xác định đội "nhà" vì mục đích hành chính.
| Fiorentina        | 1–2      | West Ham United                    |
| ----------------- | -------- | ---------------------------------- |
| - Bonaventura 67' | Chi tiết | - Benrahma 62' (ph.đ.) - Bowen 90' |